# Числова смуга

Числова смуга, представлена Френсісом Гальтоном (1881b). Зверніть увагу, як звивина і перші 12 чисел відповідають циферблату годинника.

Числова смуга — це ментальна мапа чисел, що самочинно і ненавмисно з'являється, коли людина, що нею володіє, думає про числа.  Числа з'являються в певних місцях в просторі, і ці місця можуть бути різними у різних індивідуумів.  Числова смуга була вперше описана паном Френсісом Гальтоном в його роботі «Бачення розсудливих людей» (Galton, 1881a).  Пізніше дослідження ідентифікувало числову смугу як форму синестезії (Seron, Pesenti та Noël, 1992; Sagiv та ін., 2006). 